# Titlis
Il Titlis (3.238 m s.l.m.) è una montagna delle Alpi bernesi (Alpi Urane) nel Canton Obvaldo. È la montagna più alta del cantone.
La montagna è parte del comprensorio sciistico omonimo; sulle sue pendici sorgono i trampolini per il salto con gli sci Klein- e Gross-Titlis-Schanze. La vetta costituisce un punto di osservazione particolarmente attraente sulle Alpi bernesi, tramite una funivia, la cui cabina rotonda ruota di 360 gradi durante la salita o discesa permettendo di osservare il panorama.